# Øyvind Leonhardsen
Øyvind Leonhardsen, född 17 augusti 1970 i Kristiansund, är en norsk före detta fotbollsspelare. Under sin karriär vann han Tippeligaen tre gånger med Rosenborg BK, och var med i Norges trupp till både VM 1994 och VM 1998.

## Karriär
Leonhardsen startade sin karriär i Clausenengen FK innan han som 19-åring flyttade till Molde FK. Efter tre säsonger köptes han av den norska storklubben Rosenborg BK 1992. Han var med och vann Tippeligaen tre år i rad och blev utsedd till årets mittfältare 1991 och 1993.
1994 värvades Leonhardsen av engelska Wimbledon, innan han fortsatte till sin favoritklubb som ung, Liverpool 1997. Efter att Gérard Houllier tagit över som tränare för Liverpool såldes Leonhardsen snart till Tottenham Hotspur, innan han 2002 gick gratis till Aston Villa.
Leonhardsen flyttade hem till Norge för spel med FK Lyn 2004, där han blev lagkapten. I december 2005 skrev han på för Strømsgodset IF, som han var med och spelade upp i Tippeligaen säsongen 2006, och avslutade karriären säsongen efter.
För det norska landslaget gjorde Leonhardsen 86 landskamper och 19 mål.

## Meriter
Rosenborg BK
- Tippeligaen: 1992, 1993, 1994
- Norska cupen: 1992